# Roosville (British Columbia)
Roosville ist eine kleine landwirtschaftliche Gemeinde unmittelbar nördlich der Grenze zwischen Kanada und den Vereinigten Staaten in der Region East Kootenay im Südosten von British Columbia. Der Ort liegt am BC Highway 93, östlich des Lake Koocanusa und an der südöstlichen Ecke des Tobacco Plains Indian Reserve No. 2.
Den Namen teilen sich das benachbarte Roosville, Montana, und der Grenzübergang von Roosville.

## First Nations
Bereits in den 1840er Jahren war die Region als Tobacco Prairie und später als Tobacco Plains bekannt. Die Tobacco-Plains-Band bewohnt dieses Land seit Urzeiten. Der traditionelle Name in der Kutanaha-Sprache für diesen Ort ist ¿/u¿/uqa, ausgesprochen zu-zu-ga.

## Namensherkunft
Die Hudson’s Bay Company (HBC) verlegte Fort Kootenay mehrmals in die Prärie und ließ sich schließlich unmittelbar nördlich der Grenze am Ostufer des Kootenay Rivers nieder. Im Jahr 1865 wurde Michael Phillipps, ein Angestellter, für kurze Zeit an diesen Außenposten versetzt. In den 1890er Jahren gründete er eine Ranch in den Ebenen und das Gebiet wurde als Phillips bekannt.
Im Jahr 1899 erhielt Fred Roo eine Schanklizenz für sein Hotel in Phillips. Einen Monat später übernahm er auch den Gemischtwarenladen. Im folgenden Jahr baute Fred Roo ein größeres Hotel. Im Jahr 1901 nannte er den Ort Roosville. Ein Jahr später war der neue Name allgemein gebräuchlich.

## Gemeinde
Michael Phillipps war der erste Postmeister 1899–1903, als das Postamt geschlossen wurde. Michael und viele seiner Nachkommen sind auf dem Friedhof von Roosville begraben. Fred Roo war der nächste Postmeister 1908–1922. Das Postamt wurde 1926 geschlossen. Im Jahr 1910 war Miss N. Bartlett die erste Lehrerin der Schule. In den früheren Jahrzehnten lag das Zentrum von Roosville weiter nördlich der Grenze, näher am heutigen Grassmere.
Um 1930 wurde der Gemischtwarenladen geschlossen. Mitte der 1930er Jahre gab es in Roosville ein National Defence Relief Camp. Im Jahr 1949 wurde die Schule geschlossen.
An der Grenze gab es von 1965 bis 1989 ein Motel mit vier Zimmern.